# Blaya
Karla Regina Francelino Rodrigues (Fortaleza, 27 de maio de 1987), conhecida pelo nome artístico de Blaya, é uma cantora, compositora e dançarina luso-brasileira.

## Biografia

### Carreira
Blaya iniciou-se na atividade musical em 2001. Em 2008, juntou-se aos Buraka Som Sistema, parceria que haveria de durar até 2016, uma vez que o grupo está em hiato prolongado desde então. Com os Buraka Som Sistema, Blaya atuou em festivais como o Coachella, I Love Techno, The Mayan, Haunted Mansion, Bowerry Ballroom, Sudoeste, Open'er e Rock in Rio Lisboa, onde também atuou a solo em 2018.
Em 2013, lançou o seu primeiro EP a solo, Blaya, que conta com seis temas originais e dois remixes. O EP foi lançado como download gratuito através do extinto site Optimus Discos/ NOS Discos. Para promover o EP, Blaya lançou um videoclipe para um dos seus temas, "Superfresh". O videoclipe conta com a participação de Agir, DJ Cruzfader e V Unik.
Assim que os Buraka Som Sistema entraram em hiato, Blaya lançou um canal no YouTube, intitulado Late Night Blaya, onde falava abertamente sobre sexo e dava dicas sexuais.
Em março de 2018, Blaya lançou o single "Faz Gostoso", que canta com um sotaque próprio do Sudeste do Brasil. "Faz Gostoso" tornou-se uma das canções em português mais bem-sucedidas da década de 2010 em Portugal, tendo passado cinco semanas no número um do Top Português de Singles. O videoclipe de "Faz Gostoso" foi publicado no YouTube em 15 de março de 2018 e, em meados de outubro do mesmo ano, já acumulava mais de 24 milhões de visualizações naquele site. Madonna gravou uma versão de "Faz Gostoso" com Anitta e incluiu-a no seu álbum Madame X, lançado em 2019.
A 28 de julho de 2018, Blaya lançou um livro de contos eróticos dirigido ao público feminino, com o nome de Mulheres, Sexo e Manias.
Em setembro de 2018, a cantora luso-brasileira lançou simultaneamente os singles "Má Vida" e "Vem na Vibe", assim como os respetivos videoclipes. "Má Vida" é cantado com sotaque brasileiro e sotaque português, ao passo que em "Vem na Vibe" Blaya canta exclusivamente com sotaque português. No mesmo mês, estreou a telenovela portuguesa Valor da Vida, cujo tema de genérico é cantado por Blaya. A canção, intitulada "Tudo Passou", incorpora elementos musicais e parte da letra do êxito internacional "Lambada", da banda Kaoma. O videoclipe foi gravado em Guimarães (Portugal), um dos locais da trama de Valor da Vida.
No início de outubro de 2018, foi anunciado que Blaya estava entre os cinco artistas nomeados para o prémio de Melhor Artista Português, da edição de 2018 dos MTV Europe Music Awards, que decorreu a 4 de novembro do mesmo ano. O prémio acabou por ser atribuído a Diogo Piçarra.
No dia 30 de novembro de 2018, Blaya lançou o seu segundo EP, Eu Avisei, que inclui quatro temas: "Eu Avisei" (que conta com a participação de Deejay Telio e a produção dos No Maka (que também produziram o êxito "Faz Gostoso"), "Dilema", "Primeira Batida" e "Sabes". O videoclipe de "Eu Avisei" estreou-se no dia anterior e chegou ao primeiro lugar dos vídeos mais virais do YouTube logo no dia seguinte. Em 18 de dezembro de 2018, estreou-se o videoclipe de "Primeira Batida", que incorpora a língua gestual portuguesa na sua coreografia.
Em 27 de maio de 2019, dia do seu aniversário, Blaya lançou seu primeiro álbum de estúdio, Blaya Con Dios, que inclui 15 temas, entre eles os êxitos “Faz Gostoso”, “Vem na Vibe” e "Eu Avisei". A cantora afirma que escolheu esta data como um presente para si mesma e para todas as pessoas que gostam de sua música. Antes do lançamento do álbum a cantora deu uma entrevista, e ao ser questionada sobre o que os fãs poderiam esperar deste lançamento, deu a seguinte declaração: "Sou uma pessoa que tem muitas influências, desde o afro, o funk do Brasil e o rap. Então, todos os meus álbuns vão ter sempre estas influências. Como este foi o meu primeiro álbum a solo, quis focar um bocadinho mais no meu sotaque brasileiro e mostrar um bocadinho mais deste meu lado às pessoas. Este trabalho é basicamente um mix de todas as minhas influências. Não é algo completamente diferente, mas também é pelo facto de eu já estar a juntar muitas influências e por colocá-las todas num só álbum."
Em 27 de maio de 2022, Blaya lançou o seu terceiro EP, Jungle Disco, que inclui quatro temas: "Colchão" (com a produção de Filipe Survival), "Malvada" (com a participação e produção de Danni Gato), "Dança Como Ninguém" (com a participação e produção de Kevu)", "Deixa Pra Lá" (com a participação e produção de Moullinex). Em 28 de abril de 2022, estreou-se o videoclipe de "Colchão" que já conta com mais de 500 mil visualizações no YouTube. No dia 20 de maio de 2022, estreou-se "Deixa Pra Lá" o segundo videoclipe do projeto.

### Vida pessoal
Karla Rodrigues nasceu em Fortaleza, no Ceará, em 1987, e mudou-se para Portugal com dois meses. O seu pai era jogador de futebol e foi transferido para o Amora Futebol Clube, do distrito de Setúbal. Familiares e amigos tratam-na por "Blaya" desde os 14 anos. Com 16 anos, mudou-se de Ferreira do Alentejo para Sines e, da cidade portuária alentejanana para Lisboa, aos 19 anos.
Em 2012, Blaya assumiu publicamente a sua bissexualidade.
Blaya deu à luz uma menina chamada Aura Electra Rodrigues Russo, em julho de 2017. Aura é fruto da relação com o modelo Pedro Russo.
Em 18 de julho de 2022, Blaya anunciou com um post no seu Instagram o nascimento de Theo, seu primeiro filho da relação amorosa com João Barradas, e fez o seguinte desabafo: "Uma das coisas mais difíceis que eu já fiz na minha vida! A mulher é mesmo algo mágico… não sei onde arranjei forças para conseguir chegar até ao fim (na verdade arranjei forças com as pessoas que estava). A cantora optou por ter um parto caseiro."

## Discografia

### Álbuns de estúdio
| Blaya con Dios                                                                 | - Lançamento: 27 de maio de 2019 - Formatos: CD, download digital, streaming - Gravadora: RedMojo, Warner Music | — |  |  |
| "—" denota títulos que não entraram nas paradas ou não foram lançados no país. | |   |  |  |

### Extended plays
| Álbum                                                                          | Detalhes | Melhores posições |
| Álbum                                                                          | Detalhes | POR               |
| ------------------------------------------------------------------------------ | --- | ----------------- |
| Blaya                                                                          | - Lançamento: 2013 - Formatos: CD, download digital - Gravadora: Optimus Discos                                                  | —                 |
| Eu Avisei                                                                      | - Lançamento: 30 de novembro de 2018 - Formatos: Download digital, streaming - Gravadora: RedMojo, Warner Music                  | —                 |
| Jungle Disco                                                                   | - Lançamento: 27 maio de 2022 - Formatos: Download digital, streaming - Gravadora: RedMojo, Warner Music                         | —                 |
| Raba Rave                                                                      | - Lançamento: 12 de abril de 2024 - Formatos: Download digital, streaming - Gravadora: Boogaloo Entertainment, Warner Music      |                   |
| Lado B                                                                         | - Lançamento: 9 de abril de 2025 - Formatos: Download digital, streaming - Gravadora: Boogaloo Entertainment, Altafonte Portugal |                   |
| "—" denota títulos que não entraram nas paradas ou não foram lançados no país. | |                   |

### Singles
| Canção                                                                   | Ano  | Melhores posições | Certificações     | Álbum/EP       |
| Canção                                                                   | Ano  | POR               | Certificações     | Álbum/EP       |
| ------------------------------------------------------------------------ | ---- | ----------------- | ----------------- | -------------- |
| "Faz Gostoso"                                                            | 2018 | 1                 | - AFP: 2× Platina | Blaya con Dios |
| "Má Vida"                                                                | 2018 | —                 |                   | Blaya con Dios |
| "Vem na Vibe"                                                            | 2018 | 46                |                   | Blaya con Dios |
| "Eu Avisei" (com Deejay Teelio)                                          | 2018 | 39                |                   | Blaya con Dios |
| "Tudo Passou"                                                            | 2019 | —                 |                   |                |
| "CA$H"                                                                   | 2019 | —                 |                   | Blaya con Dios |
| "Só Love" (com Laton e No Maka)                                          | 2019 | 27                |                   | Blaya con Dios |
| "Baza"                                                                   | 2019 | 10                |                   |                |
| "Beber"                                                                  | 2020 | —                 |                   |                |
| "Bruxa"                                                                  | 2020 | —                 |                   |                |
| "+Mais"                                                                  | 2020 | —                 |                   |                |
| "Me Domina" (com Carlão)                                                 | 2020 | —                 |                   |                |
| "Ok"                                                                     | 2021 | —                 |                   |                |
| "Andar Bater"                                                            | 2021 | —                 |                   |                |
| "Não Devo Nada"(com Supa Squad)                                          | 2021 | —                 |                   |                |
| "Colchão"                                                                | 2022 | —                 |                   | Jungle Disco   |
| "Deixa Pra Lá" (com Moullinex)                                           | 2022 | —                 |                   | Jungle Disco   |
| "Ninja"                                                                  | 2023 | —                 |                   | Raba Rave      |
| "Prova"                                                                  | 2023 | —                 |                   | Raba Rave      |
| "Taka"                                                                   | 2024 | —                 |                   | Raba Rave      |
| "Quero Saber"                                                            | 2024 | —                 |                   | Lado B         |
| "Deusa"                                                                  | 2024 |                   |                   | Lado B         |
| "Foste Tu"                                                               | 2025 |                   |                   | Lado B         |
| "-" faz referência a um single que não entrou na referida tabela musical |      |                   |                   |                |

### Participações em temas de outros artistas
- Dee Mad - "Wasabi" (com Dixson Waz e Blaya)
- Favela Lacroix - "Game Over"
- Cie - "Já Posso" (2022)
- DJ Overule - "Bicicleta" (2022)
- A MAIA - "Bota Pra Vazar" (2022)
- Mastiksoul - "Coladinho" (2022)
- Stereossauro - "Pensão do Amor" (2021)
- Tyoz - "Over Time" (2021)
- Kamala - "Dica" (com Phoenix Rdc) (2021)
- Mc Fioti - "Funk Total: Que beat é esse?" (2020)
- Jojo Maronttinni - "Achas" (com Preto Show) (2020)
- No Maka - "Paula" (com MC Zuka) (2017)
- Aí Faria - "Dança! (2017)
- Agir - YoYo (2015)
- Regula - "Mesmo a Veres" (2014)
- Magnus - "Last Bend" (2014)
- Mash Up International - "The Shake (Original Mix)" (2012)
- Mash Up International - "The Very Best & Moroka Remix" (2012)
- Agir - "Ela É Uma Safada" (2010)

## Prémios e nomeações
| Ano  | Prémio                      | Categoria                                 | Resultado |
| ---- | --------------------------- | ----------------------------------------- | --------- |
| 2013 | Prémio Arco-Íris            |                                           |           |
| 2018 | MTV Europe Music Award      | Melhor Artista Português                  | Nomeada   |
| 2019 | Troféus Impala de Televisão | Melhor Música de Genérico - "Tudo Passou" | Vencedora |